# 波斯坦铁列克乡
波斯坦铁列克乡，是中华人民共和国新疆维吾尔自治区克孜勒苏柯尔克孜自治州乌恰县下辖的一个乡镇级行政单位。

## 行政区划
波斯坦铁列克乡下辖以下地区：
乔尔波村、依买克村、居鲁克巴什村、凯勒敦村、多来提布拉克村和马热加尼库木村。